# Cold as the Clay
Cold as the Clay è il secondo album da solista di Greg Graffin, cantante dei Bad Religion. Registrato tra il 2005 e il 2006, è uscito in Europa il 10 luglio 2006, negli Stati Uniti l'11 luglio 2006.
Pubblicato dalla ANTI- Records, una sotto etichetta della Epitaph Records, è stato prodotto da Brett Gurewitz, chitarrista dei Bad Religion.

## Tracce
1. Don't Be Afraid to Run – 4:12 (Graffin)
2. Omie Wise – 3:53 (popolare)
3. Cold as the Clay – 3:19 (Graffin)
4. Little Sadie – 2:35 (Popolare)
5. Highway – 2:34 (Graffin)
6. Rebel's Goodbye – 3:52 (Graffin)
7. Talk About Suffering – 3:36 (popolare)
8. Willie Moore – 3:56 (popolare)
9. California Cotton Fields – 2:32 (Frazier, Montgomery)
10. The Watchmaker's Dial – 2:30 (Graffin)
11. One More Hill – 3:02 (popolare)

Durata totale: 36:01

## Formazione
- Greg Graffin – voce, chitarra, armonica, pianoforte
- Jolie Holland – cori
- Brett Gurewitz – cori
- Stephen Carroll – chitarra elettrica
- Joe Wack – chitarra
- Chris Berry – chitarra, banjo
- David Bragger – fiddle, banjo, mandolino
- Greg Smith – basso
- Jason Tait – batteria